# 沙鲈
沙鲈（学名：Psammoperca waigiensis），又稱西鰽、紅眼沙鱸、紅眼鱸、紅目鱸，为沙鱸屬下唯一一个种，為熱帶海水魚，分布於印度西太平洋區，從孟加拉灣、東印度群島、中國、菲律賓、日本、澳洲等半鹹水、海域，深度3-12公尺，本魚體銀灰色到深褐色，眼睛但紅色，背鰭硬棘7-8枚，背鰭軟條12-14枚，臀鰭硬棘3枚，臀鰭軟條8-9枚，體長可達47公分，棲息在沿海珊瑚礁及岩礁，白天躲藏在岩縫，夜晚補食甲殼類及魚類，可做為食用魚。